# ニューギニア航空73便着水事故
ニューギニア航空73便着水事故（ニューギニアこうくう73びんちゃくすいじこ）は、2018年9月28日にポンペイ国際空港発ポートモレスビー・ジャクソン国際空港行きのニューギニア航空73便（ボーイング737-8BK）が経由地であるチューク国際空港への着陸時に空港から135mのラグーンに着水した航空事故である。乗員乗客47人中1人が死亡した。乗員乗客は地元住民とアメリカ海軍の兵士によって救助された。

## 事故機

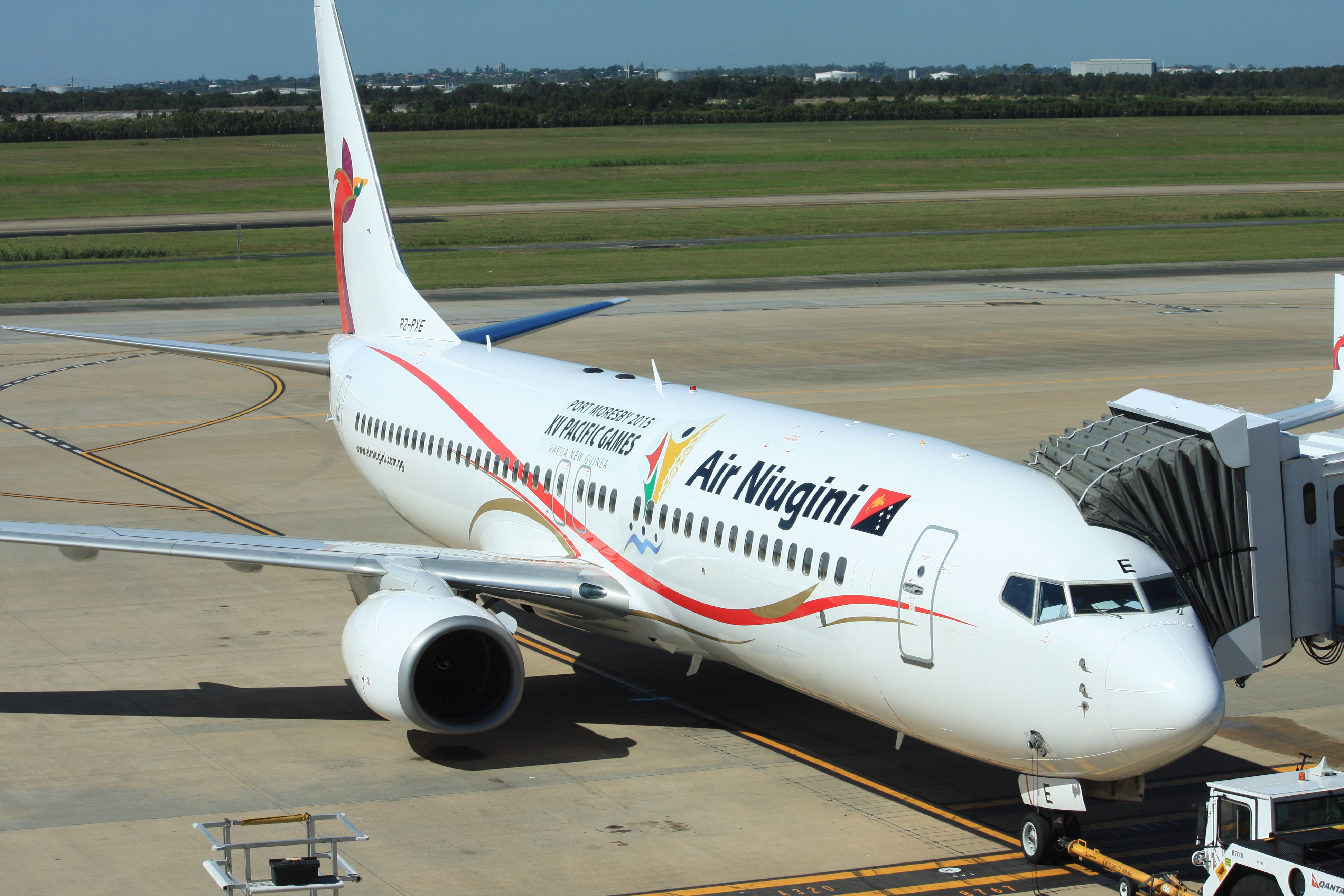
2014年4月にブリスベン空港で撮影された事故機

事故機のボーイング737-8BK（P2-PXE）はシリアル番号33024、ボーイングのラインナンバー1688として製造された。2005年4月に初飛行を行っていた。
2005年4月19日にエア・インディア・エクスプレスにVT-AXCとして納入された。同年7月6日、コーチン国際空港で着陸時にオーバーランし損傷を受けた。2010年7月29日に、ジェットエアウェイズに売却され、VT-JBTとして再登録された。2013年7月24日にCIT Leasing Corporationへ売却され、同年9月13日にニューギニア航空が購入し、P2-PXEとして登録された。2018年5月18日、ポート・モレスビー空港に駐機していたところ、リンデン・エアカーゴのロッキード L-100 ハーキュリーズ（N403C）に衝突され、右翼に損傷を受けた。

## 事故の経緯
ニューギニア航空73便は国際定期便で、ポンペイ国際空港からチューク国際空港を経由してポートモレスビー・ジャクソン国際空港へ向かう予定だった。73便は現地時間10時10分に、チューク国際空港から135m離れたラグーンに着水した。乗員乗客47人中46人は、地元住民とアメリカ海軍の兵士によって救助された。1人が行方不明となっていたが、10月1日に遺体が発見された。また、9人が病院に運ばれ、負傷者の中には骨折した人もいた。事故当時、空港周辺で雷雨が発生していたとの情報もある。機体は100フィート (30 m)の水中に没した。

## 事故調査
パプアニューギニアの航空事故調査委員会が調査を開始した。10月26日に予備報告書が発行された。
2019年7月18日、調査委員会は最終報告書を発表した。パイロットは、ニューギニア航空の標準的な手順や、進入時や着陸前に行うべきチェックリストを行わなかった。進入の最終段階において自動操縦を解除したが、解除後の飛行経路は不安定となっていた。計器飛行状態（IMC）になる直前、PAPIは白3灯状態であり、飛行経路より僅かに高い位置を飛行していることを示唆していた。IMCでは降下速度が毎分1,000フィート (300 m)を越えていた。最低降下高度を通過した後、グライドスロープを下方に逸脱し始めた。これにより、地表接近警報やグライドスロープの逸脱を知らせる警報など、計13の警報が作動したがパイロットは無視した。さらに、EGPWSは、フライトディスプレイに「PULL UP」の警告を表示していた。パイロット達は、状況認識を喪失しており、進入が不安定にもかかわらず機長は着陸復航を行おうとしなかった。